# Tedia
Tedia es un género de arañas araneomorfas de la familia Dysderidae. Se encuentra en Siria e Israel.

## Lista de especies
Según The World Spider Catalog 12.0:
- Tedia abdominalis Deeleman-Reinhold, 1988
- Tedia oxygnatha Simon, 1882